# Buller (rzeka w Australii Zachodniej)
Buller – krótki, przybrzeżny strumień w Australii, w stanie Australia Zachodnia, położony na północ od miasta Geraldton. Ma około 10 km długości. Płynie w kierunku południowym, uchodzi do Oceanu Indyjskiego około 4 km na północ od Drummond Cove. Został nazwany 7 kwietnia 1839 roku przez podróżnika George'a Edwarda Greya, prawdopodobnie na cześć Charlesa Bullera, posła do parlamentu angielskiego.